# Insurrection de Vechenskaïa

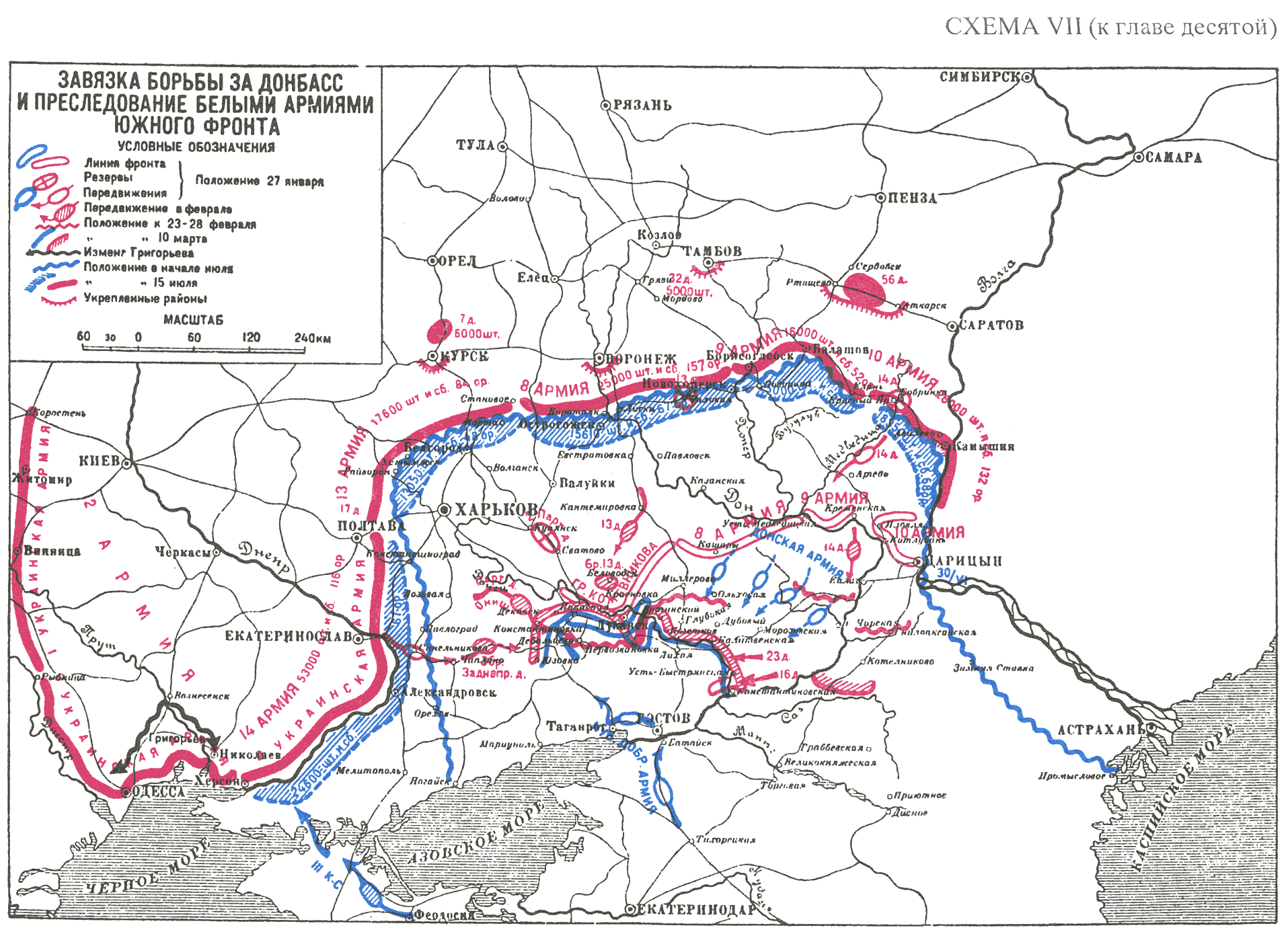
Forces Armées du Sud de la Russie. offensive de la 1re moitié de 1919 dans le Donbass.

L'insurrection de Vechenskaïa ou soulèvement du Verkhnedonski (en russe : Вёшенское восстание ou Верхнедонское восстание) s'est produite sous l'action des Cosaques du Don contre le pouvoir des bolcheviks établis dans les territoires du district du Don supérieur (en russe : верхный Дон), après leur occupation par les forces du Front du sud de l'Armée Rouge en janvier-mars 1919. Cette insurrection se produisit du 11 mars 1919 au 8 juin 1919. Vechenskaïa est la stanitsa située sur la rive gauche du Don supérieur.

## Progression du soulèvement
Fin 1918-début 1919, le front de Tsaritsine de l'Armée du Don (nom actuel de Tsaritsyne : Volgograd) se désagrège. L'Armée du Don et de nombreux Cosaques retournent dans leurs foyers espérant un accord de paix avec l'Armée rouge. Mais les unités de l'armée rouge qui occupaient les territoires commencent à réprimer l'Église, à confisquer les biens des riches bourgeois, à ordonner de rendre les armes. Cela provoque un soulèvement dont Pavel Koudinov (ru) devient le leader. L'un des slogans des rebelles était : « Les Soviets sans les communistes ». L'insurrection oblige à détourner 14 000 soldats des forces rouges et contribue à la création des Forces armées du Sud de la Russie, union des armées du Don et des Volontaires, devenue la plus puissante force antisoviétique de la guerre civile.
Malgré la répression massive, les cosaques du Don parviennent, avec le soutien d'une partie de l'armée du Don, à contenir l'assaut des forces expéditionnaires.
Les insurgés, dont l'effectif est estimé à 30 000 hommes, immobilisent à peu près le même nombre de troupes soviétiques, les détournant ainsi du contrôle de l'avancée de l'armée du Don.
Lénine a suivi de près les opérations visant à réprimer ce soulèvement et a donné des instructions à la fois au Conseil militaire révolutionnaire et au commandement du Front Sud pour éliminer ce soulèvement le plus rapidement possible vu le danger qu'il représentait à ses yeux.
De nombreux soldats de la 9e Armée rouge, envoyés pour réprimer le soulèvement, sympathisent avec les Cosaques et se battent à contrecœur. Le 204e Régiment de Serdob de l'Armée rouge au complet passe du côté des rebelles.

## Résultats
Les Cosaques du Don ont réussi à contenir l'assaut des forces expéditionnaires rouges. Cela a largement permis aux Forces armées du Sud de la Russie, sous le commandement du général Anton Denikine, de pénétrer dans la région du Don et de constituer une menace contre les régions centrales de la Russie.
Sur le plan militaire, le soulèvement a joué le rôle de facteur de diversion et a attiré une partie des forces de l'Armée rouge, ce qui a contribué au succès des Cosaques et de l'Armée du Don.
Du 28 mai au 2 juin, le commandement de l'Armée du Don prend l'offensive sur tout le front. Le 1er juin 1919 il atteint Louhansk et, en interaction avec l'Armée des volontaires repoussent la 8e armée (de l'Armée rouge) vers le nord en direction de Voronej et la 9e armée vers le nord-est en direction de Balachov, ouvrant la voie à Orel et Toula.
Les insurgés se sont unis à l'armée du Don  et, à la fin du mois de juin, l'Oblast du Haut-Don avait été nettoyé des forces soviétiques de l'Armée rouge.

## En littérature russe
La rébellion de Vechenskaïa est décrite dans l'ouvrage de Mikhaïl Cholokhov, Le Don paisible  (troisième partie) qui a obtenue le Prix Nobel de littérature en 1965. Le père du protagoniste, Pantelëi Melekhiov est libéré de captivité chez les Rouges par les rebelles et c'est son fils Grigori Melekhov qui commande la division Vechenskaïa des rebelles cosaques.